# Lagocephalus wheeleri
Lagocephalus wheeleri es una especie de peces de la familia Tetraodontidae en el orden de los Tetraodontiformes.

## Morfología
Los machos pueden llegar alcanzar los 30 cm de longitud total.

## Hábitat
Es un pezde mar y, de clima templado y demersal.

## Distribución geográfica
Se encuentra en el Japón, Taiwán y el Mar de la China Oriental.

## Observaciones
Es inofensivo para los humanos.